# Manuel Álvarez-Castrillón y Bustelo
Manuel Álvarez-Castrillón y Bustelo (Luarca, Astúries, 10 d'abril de 1886 - Barcelona, 19 d'octubre de 1957) fou un meteoròleg i professor universitari.
Cursà estudis a la Facultat de Ciències de la Universitat d'Oviedo, completant els seus estudis a Barcelona, amb les llicenciatures de Ciències Exactes el 1908, i Ciències físiques el 1931, i graduant-se com a Doctor en Ciències Exactes a Madrid el 1934. La seva labor científica abastà camps com els de la meteorologia, la sismologia, l'estadística o l'òptica atmosfèrica. Fou cap del ”Centro de Telégrafos de Barcelona”. Exercí com a professor de Matemàtiques especials per a químics, Mecànica racional i celest, Complements d'àlgebra i geometria, Cosmografia i física del globus, Astronomia esfèrica i geodèsia, Càlcul infinitesimal i Geofísica, a la Universitat de Barcelona. També fou meteoròleg de l'Observatori Fabra (1921).
El 1929 fou elegit membre numerari i el 1930 ingressà com a tal a la Reial Acadèmia de Ciències i Arts de Barcelona (RACAB), on ocupà el càrrec de director de secció, i més endavant en fou el president entre l'agost de 1938 i l'abril de 1939.
Durant l'època franquista fou represaliat, juntament amb molts altres professors de la Universitat de Barcelona republicana, i fou expulsat de la Facultat de Ciències.